# Emil Ochyra
Emil Antoni Ochyra, né le 12 juillet 1936 à Rozbórz et mort le 26 mai 1980 à Varsovie, est un escrimeur polonais, pratiquant le sabre.

## Palmarès

### Jeux olympiques d'été
- 1968 à Mexico
  -  Médaille d'argent en sabre par équipes
- 1964 à Tokyo
  -  Médaille de bronze en sabre par équipes
- 1960 à Rome
  - participation

### Championnats du monde
- -  Champion du monde de sabre par équipes aux championnats du monde de 1963 à Gdansk
  -  Champion du monde de sabre par équipes aux championnats du monde de 1962 à Buenos Aires
  -  Champion du monde de sabre par équipes aux championnats du monde de 1961 à Turin
  -  Vice-Champion du monde de sabre en individuel aux championnats du monde de 1961 à Turin
  -  Champion du monde de sabre par équipes aux championnats du monde de 1959 à Budapest
  -  Médaillé de bronze de sabre par équipes aux championnats du monde de 1958 à Philadelphie

### Championnats de Pologne
- en 1959, 1960 et 1964:
  - 3  Champion de Pologne